# SASTRA Ramanujan Prize
Der SASTRA Ramanujan Prize ist ein Mathematikpreis, der seit 2005 von der Shanmugha Arts, Science, Technology & Research Academy (SASTRA) in Thanjavur im südindischen Bundesstaat Tamil Nadu verliehen wird. Er ist mit 10.000 US-Dollar dotiert und wird jährlich an Mathematiker vergeben, die nicht älter als 32 Jahre sind und herausragende Leistungen in Gebieten erbracht haben, die vom indischen Mathematiker S. Ramanujan beeinflusst wurden. Dieser hatte als Autodidakt sehr umfassend, produktiv und tiefgreifend in den Feldern der Kettenbrüche, unendlichen Reihen und der Zahlentheorie geforscht und war 1920 im Alter von 32 Jahren verstorben.

## Preisträger
- 2005: Manjul Bhargava und Kannan Soundararajan
- 2006: Terence Tao
- 2007: Ben Green
- 2008: Akshay Venkatesh
- 2009: Kathrin Bringmann
- 2010: Zhang Wei
- 2011: Roman Holowinsky
- 2012: Yun Zhiwei
- 2013: Peter Scholze
- 2014: James Maynard
- 2015: Jacob Tsimerman
- 2016: Kaisa Matomäki und Maksym Radziwill
- 2017: Maryna Viazovska
- 2018: Yifeng Liu und Jack Thorne
- 2019: Adam Harper
- 2020: Shai Evra
- 2021: Will Sawin
- 2022: Yunqing Tang
- 2023: Ruixiang Zhang
- 2024: Alexander Dunn